# Ivanec
 Ovo je glavno značenje pojma Ivanec. Za druga značenja pogledajte Ivanec (razdvojba).
Ivanec je grad u Hrvatskoj. Nalazi se u Varaždinskoj županiji i na sjeveru Hrvatskog zagorja. Po popisu iz 2011. godine u gradu je živjelo 13.758 stanovnika.

## Gradska naselja
Grad Ivanec kao administrativno-teritorijalna jedinica obuhvaća 29 naselja: Bedenec, Cerje Tužno, Gačice, Gečkovec, Horvatsko, Ivanec, Ivanečka Željeznica, Ivanečki Vrhovec, Ivanečko Naselje, Jerovec, Kaniža, Knapić, Lančić, Lovrečan, Lukavec, Margečan, Osečka, Pece, Prigorec, Punikve, Radovan, Ribić Breg, Salinovec, Seljanec, Stažnjevec, Škriljevec, Vitešinec, Vuglovec, Željeznica.

## Zemljopis
Grad Ivanec nalazi se u zapadnom dijelu Varaždinske županije i zauzima južni dio mikroregije nazvane Gornjim porječjem rijeke Bednje. Rasprostire se sjevernim padinama središnjeg dijela Ivanščice, pripadajućim pribrežjem i dijelom doline rijeke Bednje. Zauzima površinu od 9581 hektara.Područje grada Ivanca nalazi se između dva jaka europska cestovna pravca, Zagreb – Varaždin – Budimpešta i Zagreb – Krapina – Maribor – Graz. Ova dva pravca su preko Ivanca spojeni magistralnim cestovnim pravcem Varaždin – Ivanec – Sv. Križ Začretje.

## Klima
Glavni klimatski čimbenici koji određuju klimu Ivanca jesu geografska širina i udaljenost od mora. Od mjesnih čimbenika treba spomenuti reljef, poglavito Ivančicu, najvišu planinu u Hrvatskoj sjeverno od Save. Prema klimatskoj klasifikaciji, klima Ivanca spada u tzv. umjereno tople, kišne klime.

## Stanovništvo
Grad Ivanec (kao upravno-teritorijalna jedinica) obuhvaća 29 naselja s ukupno 14.434 stanovnika (popis 2001.), od toga 7029 muškaraca i 7405 žena. Brojem stanovnika ističu se sljedeća naselja: Ivanec – 5434, Jerovec – 869, Bedenec – 814, Prigorec – 604, Lovrečan – 518 i Salinovec – 512. Grad ima ukupno 4065 kućanstava, od toga najviše kućanstava s četvero članova (969), a najmanje s jedanaest i više članova (5).
Grad Ivanec (kao naselje) prema popisu iz 2001. godine ima 5434 stanovnika. Od ukupnog broja stanovnika, samo se 137 izjasnilo kao poljoprivredno, što pokazuje na visok stupanj deagrarizacije. Osim procesa deagrarizacije, izraženi su procesi emigracije te negativnog prirodnog prirasta, što zajedno dovodi do depopulacije ovog područja (trend E3).
| broj stanovnika | 6086  | 6864  | 7455  | 8925  | 9816  | 11241 | 11591 | 12570 | 13685 | 13982 | 13143 | 13243 | 13967 | 14630 | 14434 | 13758 | 12723 |
|                 | 1857. | 1869. | 1880. | 1890. | 1900. | 1910. | 1921. | 1931. | 1948. | 1953. | 1961. | 1971. | 1981. | 1991. | 2001. | 2011. | 2021. |

| broj stanovnika | 1476  | 1684  | 1865  | 2289  | 2432  | 2874  | 2965  | 3074  | 3312  | 3543  | 3456  | 4064  | 4718  | 5342  | 5434  | 5234  | 4997  |
|                 | 1857. | 1869. | 1880. | 1890. | 1900. | 1910. | 1921. | 1931. | 1948. | 1953. | 1961. | 1971. | 1981. | 1991. | 2001. | 2011. | 2021. |

## Uprava
Članovi gradskoga poglavarstva su: gradonačelnik Milorad Batinić i zamjenik Marko Friščić. Predsjednik Gradskog vijeća je Dalibor Patekar 

#### Mjesni odbor Ivanec I
za područje ulica u naselju Ivanec: 
Braće Radića,  Ladislava Šabana,  Ljudevita Gaja, Petra Preradovića, Rudarska, Vladimira Nazora, Kolodvorska, Metoda Hrga, Ivana Gundulića, Ivana Gorana Kovačića, Eugena Kumičića, Trakošćanska, Varaždinska, Đure Arnolda, Jezerski put, Dragutina Domjanića, Vatroslava Jagića, Zeleni dol, Matije Gupca, Zagorska, Ivana Kukuljevića Sakcinskog, Trg hrvatskih ivanovaca

#### Mjesni odbor Ivanec II
za područje ulica u naselju Ivanec: 
Rudolfa Rajtera, Vinogradska, Zavojna, Franje Pusta, Bistrica, Antuna Gustava Matoša, N. Falera, Pahinsko, Jamine, Huđak, Otokara i Pavice Hrazdira

#### Mjesni odbor Ivanec III
za područje ulica u naselju Ivanec:   
Frankopanska, Mirka Maleza, Stjepana Vukovića, Kralja Tomislava, Augusta Šenoe,
Hrastiće
predsjednik: Kostanjevec Branko

#### Mjesni odbor Ivanec IV
za područje ulica u naselju Ivanec: 
Žrtava hrvatskih domovinskih ratova, Kalnička, Augusta Cesarca, Ivanuševec, Antuna Mihanovića, Kraševec

## Povijest
Ivanečki kraj zabilježen je na svim arheološkim kartama svijeta kao jedno od prvih boravišta ljudske vrste. U špiljama Vindiji, Velikoj (Mačkovoj) pećini na Ravnoj gori te Severovom kamenolomu kraj Vuglovca očuvali su se nalazi iz najstarijeg razdoblja pretpovijesti čovječanstva. Okolica Ivanca bogato je nalazišta raznih predmeta iz prapovijesti. 
Povjesničari su potvrdili kako je Ivanec bio sjedište Reda Sv. Ivana Jeruzalemskog, srednjovjekovnog rimokatoličkog viteškog reda često nazivanog ivanovci po kojima je grad i dobio ime.
Poslije ivanovaca pripao je plemićkoj obitelji Petheö de Gerse. Iz doba ove obitelji je gradnja kaštela, o čemu svjedoči i darovnica kralja Ferdinanda iz godine 1564. Prvi sigurni podatak o postojanju kaštela u Ivancu naveden je u dokumentu iz godine 1558. godine. Pethei su svoje posjede u Ivancu poslije prodali Ladislavu Erdödyju, s kojim su se potomkinje Petheja opet sporile oko vlasništva. Nakon 1817. predmet je raspleten. Od sredine 19. stoljeća do tridesetih godina 20. stoljeća povijest kaštela i naselja Ivanca vezuje se uz obitelj Kukuljević-Sakcinski. Oni su se ženidbenim odnosom povezali s obitelji Petheö de Gerse i na taj način naslijedili dijelove belsko-ivanečkoga imanja. Izgled Staromu gradu, zadržan do samoga kraja, dao je Ladislav Kukuljević Sakcinski, sin Franje. On je 1867. cijeli posjed s gradom kupio i uredio stari grad.
Vlastelinstvo je ostavio nećaku Božidaru Kukuljeviću, najmlađem sinu Ivana Kukuljevića-Sakcinskog. On je tvorac današnjeg ivanečkog parka, kojem je upravo on dao oblik engleskog perivoja, tako što je preuredio zapušteni ribnjak i livadu. Zbog neizmirenih obveza Božidarov sin, Radovan Kukuljević ustupio je većinu ivanečkog posjeda i dugova dr. Josipu Šabanu godine 1934. Kukuljevićev grad, spomenik ivanečke prošlosti, spaljen je godine 1943., a preostale dvije kule srušene su godine 1959. ne bi li se, po ondašnjim mjerilima, prostor bolje prilagodio novozamišljenom urbanističkom skladu. Tim grubim činom izbrisan je svaki površinski trag o životu Staroga grada Ivanca.
U Ivancu je 1956. godine otvorena prva suvremena samoposluga u Hrvatskoj i bivšoj Jugoslaviji, prema uzoru viđenom prilikom prezentacije na Zagrebačkom velesajmu. Navodno su košarice za samoposlugu nabavljene u košaračkoj radionici kaznionice u Lepoglavi.

## Gospodarstvo
Dvjestotinjak tvrtki u kojima radi dvije tisuće osamsto ljudi, razvijena industrija. 
Ovo je tradicionalan kraj radno intenzivne industrije, u smislu drvo prerađivačke, metalo prerađivačke, prerada mesa, proizvodnja obuće, tekstilna industrija.Plaće su ispod hrvatskog prosjeka, a nezaposlenih je osamstotinjak.
Prema Financial Timesu, upravo je Ivanec svrstan među deset europskih malih gradova najzanimljivim stranim ulagačima. Razni obrti, poslovne zone te poticaji gospodarstvu bili su presudni u izboru.

## Poznate osobe
- Nikola Jelić, najbolji svjetski sudac malog i dvoranskog nogometa
- Josip Kraš (Vuglovec, 1900. – 1941.), narodni heroj
- Ćiril Kos (Ribić Breg, (1919. – 2003.), biskup đakovački i srijemski.
- Đuro Arnold (1854. – 1941.), pedagog, filozof, pjesnik
- Matija Smodek (1808. – 1881.), pravnik, sveučilišni profesor
- Ladislav Šaban (1918. – 1985.), klavirski pedagog, muzikolog i povjesničar, član HAZU-a
- Metod Hrg (1916. – 1989.), arhivist i povjesničar nacionalne i crkvene povijesti
- Rudolf Rajter (1912. – 1969.), glazbeni pedagog, skladatelj
- Nikola Faller (1862. – 1938.), dirigent i skladatelj
- Stjepan Vuković (1905. – 1975.), arheolog, istraživač spilje Vindija
- Mirko Malez (1924. – 1990.), paleontolog, član HAZU-a i Austrijske akademije znanosti
- Marija Vidoni (1931.), glazbena pedagogica, dirigentica, voditeljica dječjeg i mješovitog zbora, višestruko nagrađivana
- Eduard Kušen, arhitekt i publicist

## Spomenici i znamenitosti
- Špilja Vindija, nalazište fosilnih ljudi
- Prva samoposluga u jugoistočnoj Europi (17. prosinca 1956.[8])
- Župna crkva sv. Marija Magdalena

## Odgoj i obrazovanje
U Ivancu djeluje Dječji vrtić Ivančice.
Od osnovnih škola u Ivancu djeluje Osnovna škola Ivana Kukuljevića Sakcinskog s područnim razrednim odjelima u Kuljevčici i Prigorcu (1. – 4. razred), te područnim odjelom u Salinovcu (1. – 8. razred). U Ivancu također djeluje područni odjel Glazbene škole u Varaždinu.
Potrebe srednjoškolskog obrazovanja zadovoljavaju se u Srednjoj školi Ivanec, koja ima tri odjeljenja - Gimnazija (opća), Ekonomska škola i Industrijsko - obrtnička škola (tekstilna, trgovačka i strojarska).
Pučko otvoreno učilište Đuro Arnold Ivanec i Centar za odgoj i obrazovanje pri Odgojnom domu Ivanec također izvode obrazovne programe za razne uzraste.
Prema popisu iz 2001. Ivanec ima 2 460 stanovnika bez završenog osnovnog stupnja obrazovanja, 2 509 sa završenom osnovnom školom, 6 128 sa završenim srednjoškolskim obrazovanjem te 858 sa završenom višom školom, fakultetom ili magisterijem.

## Kultura
Grb grada Ivanca sastoji se od srebrnog štita s crvenim malteškim križem u sredini praćenim s dvije plave šesterokrake zvijezde u zaglavlju. Malteški križ je simbol Malteških vitezova, koji su imali sjedište u neposrednoj blizini grada. 
Neslužbena himna grada Ivanca je "Poleg jedne vel'ke gore" (u originalu: "Ivanečke sele") čiji je tekst napisala Ivanečka književnica i poduzetnica Pavica Hrazdira, a uglazbio Rudolf Rajter. O tom događaju Hrazdira je kasnije ovako posvjedočila:
»Ta se pjesma rodila 1933. godine gore kod pilane... znate gdje su drva i trupci za rezanje. Tam sam ja s Rudijem (Rajterom) sjedila i govorila te stihove. Kad sam to izdeklamirala, on veli: "Čuj teta, pa to je sjajno... dopusti da to uglazbim". I tak je ta pjesma nastala dok smo gledali Ivančicu. Uglazbljena je i postala popularna negdje poslije oslobođenja ... Vinčeko ... to je Zagorce pogodilo, posebno strofa "z vinčekom te saki rad ponudi" - to se svima strašno dopada. "Ti buš još jedanput popularna za te riječi", tak je Rudek meni rekel.«
U Ivancu djeluje i Gradska knjižnica i čitaonica Gustav Krklec.
Dana 1. siječnja 2017. godine, na frekvenciji 92,8 MHz započela je s emitiranjem radio postaja Sjeverni FM.

## Šport
- NK Ivančica Ivanec
- RK Ivančica Ivanec
- KK Ivančica Ivanec

Održava se jedna od najdugovječnijih hrvatskih brdskih utrka Ivančica, koja se neprekidno održava od 1992.

## Poveznice
- Ivanovci
- Suvereni malteški vojni red

## Vanjske poveznice
Mrežna mjesta
- Grad Ivanec, službeno mrežno mjesto
- Turistički portal
- IvanecBiz